# Gonjaj
Gonjaj (lat. gognaios) bila je zemljišna mjerna jedinica srednjovjekovne Hrvatske i Dalmacije. Jedan gonjaj ekvivalentan je 2370 m2.

## Uporaba
Spominje se u raznim ispravama srednjega vijeka poput onih zadarskih iz 1356. i 1372., ninske isprave iz 1339. te onih iz 1392. i 1394. itd.
Njen spomen vidimo, među ostalom, i u listini iz 1390. godine, gdje Butko, sin pokojnog Perka iz plemena Kačića, prodaje Bogulu dvadeset gonjaja oranica "po hrvatskoj mjeri" (ad mensuram croaticam).